# 싱빈구

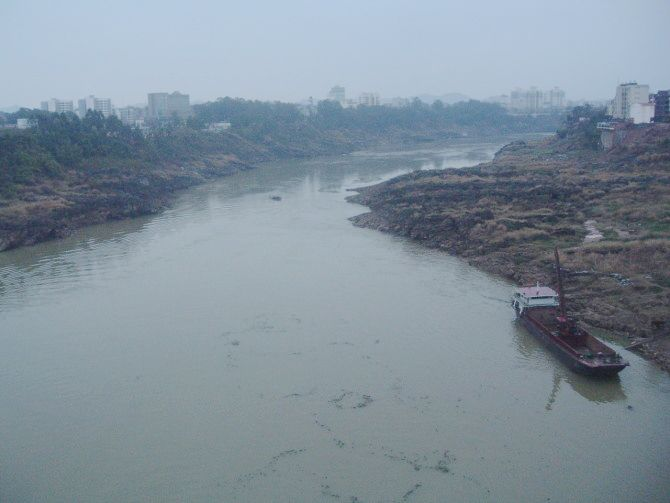

싱빈구(한국어: 흥빈구, 중국어: 兴宾区, 병음: Xīngbīn Qū)는 중국 광시 좡족 자치구 라이빈 시의 현급 행정구역이다. 넓이는 4404km2이고, 인구는 2007년 기준으로 1,020,000명이다.

## 행정 구역
3개 가도, 6개 진, 14개 향을 관할한다.
- 가도: 城东街道, 城北街道, 河西街道.
- 진: 凤凰镇, 良江镇, 小平阳镇, 迁江镇, 石陵镇, 平阳镇.
- 향: 三五乡, 五山乡, 陶邓乡, 桥巩乡, 良塘乡, 七洞乡, 城厢乡, 蒙村乡, 寺山乡, 石牙乡, 南泗乡, 高安乡, 大湾乡, 正龙乡.